# Aire urbaine de Châteaubriant
L'aire urbaine de Châteaubriant est une aire urbaine française centrée sur la ville isolée de Châteaubriant, en Loire-Atlantique. Composée de 10 communes, elle comptait 24 132 habitants en 2013.

## L'aire urbaine dans sa définition de 2010
Châteaubriant est une « commune appartenant à un moyen pôle (5 000 à moins de 10 000 emplois) », les autres sont des « communes appartenant à la couronne d'un moyen pôle ».
| Nom                      | Code Insee | Statut | Superficie (km2) | Population (dernière pop. légale) | Densité (hab./km2) |
| ------------------------ | ---------- | ------ | ---------------- | --------------------------------- | ------------------ |
| Châteaubriant (siège)    | 44036      |        | 33,62            | 12 231 (2022)                     | 364                |
| Erbray                   | 44054      |        | 58,18            | 3 062 (2022)                      | 53                 |
| Fercé                    | 44058      |        | 22,04            | 502 (2022)                        | 23                 |
| Louisfert                | 44085      |        | 18,16            | 949 (2022)                        | 52                 |
| Noyal-sur-Brutz          | 44112      |        | 7,71             | 579 (2022)                        | 75                 |
| Rougé                    | 44146      |        | 56,32            | 2 152 (2022)                      | 38                 |
| Ruffigné                 | 44148      |        | 33,63            | 705 (2022)                        | 21                 |
| Saint-Aubin-des-Châteaux | 44153      |        | 47,56            | 1 749 (2022)                      | 37                 |
| Soudan                   | 44199      |        | 53,82            | 1 965 (2022)                      | 37                 |
| Villepot                 | 44218      |        | 20,59            | 687 (2022)                        | 33                 |

### Évolution de la composition
- 1999 : 9 communes (dont 1 forme le pôle urbain)
- 2010 : 10 communes (dont 1 forme le pôle urbain)
  - Fercé ajoutée à la couronne du pôle (+1)

## Caractéristiques en 1999
D'après le classement établi par l'INSEE en 1999, l'aire urbaine de Châteaubriant est composée de 9 communes, toutes situées en Loire-Atlantique. 
Son pôle urbain est formé par l'unité urbaine de Châteaubriant, qui ne comporte que cette seule commune (ville isolée). 
Les 8 autres communes sont des communes rurales.
L'aire urbaine de Châteaubriant fait partie de l'espace urbain de Rennes.
En 1999, ses 22 427 habitants faisaient d'elle la 241e des 354 aires urbaines françaises.
Le tableau suivant indique l'importance de l'aire urbaine dans le département (les pourcentages s'entendent en proportion du département) :
| Département      | Communes | Communes (%) | Superficie (km²) | Superficie (%) | Population (1999) | Population (%) |
| ---------------- | -------- | ------------ | ---------------- | -------------- | ----------------- | -------------- |
| Loire-Atlantique | 9        | 4,1          | 329,59           | 4,8            | 22 427            | 2,0            |

En 2006, la population s’élevait à 23 562 habitants.